# Chute de Sankai
La chute de Sankai (三階の滝, Sankai no taki) est une cascade située à Zaō dans la préfecture de Miyagi, au Japon.

## Toponymie
Le toponyme 三階の滝 — ou 三階滝 — signifie littéralement « cascade à trois étages ». Le nom de la chute d'eau traduit donc simplement le fait qu'elle se compose de trois sauts.

## Géographie
La chute de Sankai est située dans le nord-ouest du bourg de Zaō sur l'île d'Honshū, dans la préfecture de Miyagi. Elle constitue une section de la rivière Sumi, un cours d'eau du bassin versant du fleuve Abukuma qui prend sa source sur le versant nord-est du mont Ushiroeboshi (1 681 m).

## Caractéristiques
La chute de Sankai se compose de trois sauts et s'étend, à l'altitude d'environ 770 m, sur 181 m en hauteur et 7 m en largeur,. Elle est entourée d'une forêt de hêtres du Japon (Fagus crenata) et d'érables du Japon (Acer palmatum), une configuration végétale particulièrement appréciée des Japonais en automne lorsque les feuilles des érables virent au rouge sang et celles des hêtres au jaune vif.
Elle est classée sur la liste des cent chutes d'eau du Japon établie en 1990 par le ministère de l'Environnement du Japon.

## Légende
Selon une légende, le bassin de la cascade de Sankai fut habité, pendant plusieurs centaines d'années, par un bakemono, esprit surnaturel présentant la forme d'un crabe à mitaines.